# European Satellite Navigation Industries

Logo

Das Unternehmen European Satellite Navigation Industries (kurz ESN Industries, ESNIS oder auch ESNI) war ein Joint-Venture der Satellitenbaufirmen Alcatel Alenia Space SAS (Frankreich), Alcatel Alenia Space SpA (Italien) (19 Prozent), EADS Astrium GmbH (Deutschland) (38 Prozent), EADS Astrium Ltd (England), Galileo Sistemas y Servicios (Konsortium aus 7 spanischen Unternehmen) und Thales (Frankreich). Den Namen Galileo Industries (GaIn) gab es im Dezember 2006 auf, da die britische Computerfirma für Reisereservierungssysteme Galileo International Technology ältere Namensrechte für sich beansprucht.

Logo bis 2006

ESNI sollte als Hauptauftragnehmer das Navigationssystem Galileo aufbauen. Die beteiligten Unternehmen hatten sich verpflichtet, außerhalb des Unternehmens keine Konkurrenzangebote für Galileo abzugeben.
Das Unternehmen hat seinen Hauptsitz in Ottobrunn bei München und eine Vertretung in Rom. Es beschäftigte Mitte 2007 ca. 80 Mitarbeiter, wobei ein Teil unmittelbar bei den Konsortialfirmen angestellt ist.
Seit 2008 ist die Zukunft des Unternehmens ungewiss, nachdem die Europäische Kommission die Finanzierung von Galileo übernommen und ESA mit der Durchführung beauftragt hat.

## Quelle
1. ↑  n-tv.de: Galileo-Projekt Franzosen ausgebremst